# احمد مغیربی
احمد مغیربی (انگلیسی: Ahmed Mghirbi؛ ۱۷ ژوئن ۱۹۴۶ – ۱۶ مارس ۲۰۲۱) بازیکن و مربی فوتبال اهل تونس بود.
از باشگاه‌هایی که در آن بازی کرده‌است می‌توان به باشگاه فوتبال الملعب تونس اشاره کرد.
وی همچنین در تیم ملی فوتبال تونس بازی کرده‌است.